# Brügger & Thomet

B&T (anteriormente Brügger & Thomet; a veces traducido como B+T) es una empresa Suiza de defensa proveedora especializada en el diseño y fabricación de armas de fuego y componentes tácticos como supresores de sonido. La empresa tiene su sede en Thun, cantón de Berna.

## Historia
B&T consta de una división comercial y una de fabricación. La división comercial trabaja principalmente para abastecer el mercado militar y policial nacional, representando a empresas globales en la industria como Heckler & Koch, Aimpoint, SureFire y otras. La empresa también participa en la importación y exportación de otro material bélico, incluidas armas pequeñas, municiones y accesorios relacionados. Brügger & Thomet fue fundada en mayo de 1991 por Karl Brügger y Heinrich Thomet para producir silenciadores para el mercado nacional suizo. En 1997, Brügger & Thomet se convirtió en una AG. Algún tiempo después, Heinrich Thomet se retiró de la empresa y vendió sus acciones a Brügger, quien sigue siendo el único propietario de B&T. La empresa obtuvo la certificación ISO 9001:2008 en 2005. El nombre de la empresa se cambió a B&T AG en 2011. B&T reportó 50 empleados en 2014 y 70 empleados en 2017. En 2004, Brügger & Thomet comenzó a producir su propia línea de armas completas, comenzando con una variante revisada de la 9mm Steyr TMP conocida como MP9, y un modelo civil semiautomático llamado TP9. Esto más tarde sería acompañado por el rifle de francotirador APR308 y el APR338 de largo alcance  versión alojada en .338 Lapua Magnum. En 2006, B&T lanzó el lanzagranadas GL06 40×46mm, con el APC9 se lanzó en 2011. B&T también es proveedor de piezas para muchos otros fabricantes importantes. La rama de fabricación se especializa en el diseño y producción de armas de fuego, supresores y soportes de accesorios modulares para una amplia gama de armas pequeñas. La empresa también posee una extensa colección de casi 500 tipos diferentes de armas de fuego que utiliza como referencia en el desarrollo de nuevos productos.
La planta de producción de la empresa consta de 17 estaciones de trabajo de CNC y nueve estaciones de trabajo convencionales para trabajos de creación de prototipos. En marzo de 2019, B&T lanzó su modelo APC9 Pro, que mejoró el diseño anterior con un mango de carga no alternativo y una empuñadura de pistola reemplazable compatible con empuñaduras diseñadas para la familia de armas de fuego AR-15. El APC9 Pro contará con un receptor inferior opcional capaz de usar cargadores Glock. En 2020, B&T lanzó su modelo APC10 en el Automático de 10 mm. El 20 de marzo de 2019, B&T obtuvo un contrato en la competencia Sub Compact Weapon Production-Other Transaction Agreement (P-OTA) del Ejército de EE. UU. para su subfusil APC9K. El contrato de $2,6 millones incluye 350 armas subcompactas (SCW) iniciales con una opción para cantidades adicionales de hasta 1000 SCW, con eslingas, manuales, accesorios y piezas de repuesto. B&T USA es un importador de armas de fuego B&T con sede en Tampa, Florida, EE. UU.

## Productos
- KH9
- USW-P
- USW-SF
- TP380 - pistola
- VP9 - pistola con supresor integrado
- MP9/TP9 - subfusil, similar al Steyr TMP
- APC9/10/40/45 PRO - subfusil, disponible en varios calibres
- SPC9 - pistola/carabina.
- GHM9 -  pistola/carabina.
- APC223/556 - rifle de asalto calibre 5,56mm
- APC308 - rifle de asalto calibre 7,62mm
- APR308/338 - rifle de cerrojo, disponible también .308 Winchester o .338 Lapua Magnum.
- SPR300 - rifle de cerrojo con supresor integrado
- GL06 - usado por la Policia de Francia en versión LBD40.[6]